# Tarta de Santiago

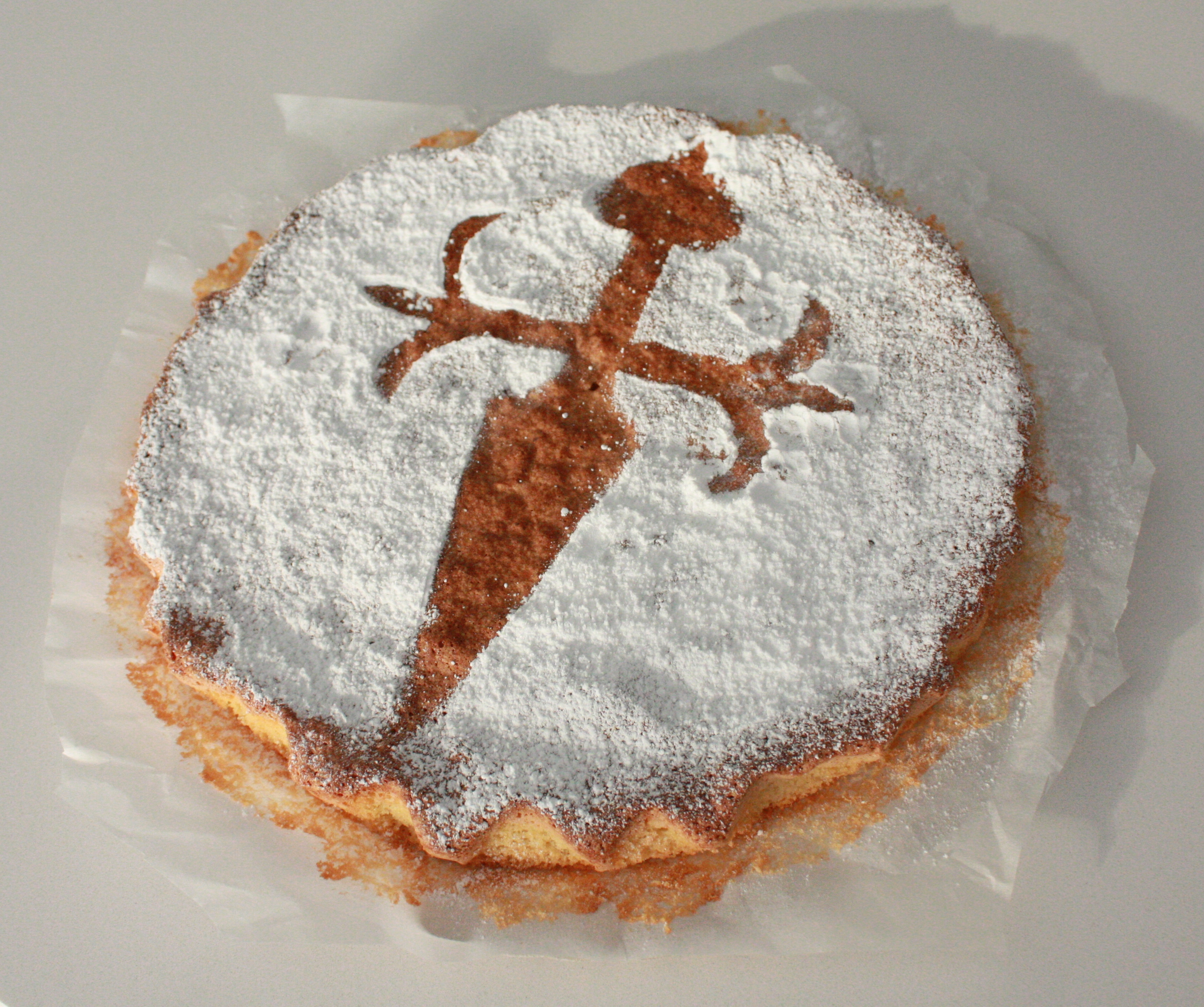
Tarta de Santiago

Bei der Tarta de Santiago (übersetzt Kuchen des Santiago) handelt es sich um einen traditionellen spanischen Mandel-Kuchen. Charakteristisch für die Tarta ist das Kreuz des Santiagoordens (Jakobskreuz) auf dem Kuchen. Er hat seinen Ursprung in Galicien.

## Eigenschaften
Der Kuchen ist rund, mit weißem Puderzucker bestäubt (wobei das Jakobskreuz ausgelassen wird) und im Anschnitt goldgelb. Er hat eine flaumig-körnige Textur und schmeckt nach Mandeln.

## Zutaten und Variationen
Die Hauptzutaten des Kuchens sind Mandeln, Zucker, Eier sowie geriebene Zitronenschale und Puderzucker (zum Bestäuben). Dazu kommen je nach Rezept ggf. Dessertwein, Weinbrand oder Tresterbrand.
Neben der ungefüllten Tarta de Santiago gibt es auch Varianten mit Blätterteigboden (aus Weizenmehl, Butter, Wasser und Salz) und Mürbeteigboden (Weizenmehl, Butter, Zucker, Eier, Milch und Salz).

## Geschichte
Ein vergleichbarer Mandelbiskuit fand erstmals 1577 im Zuge eines Besuchs von Don Pedro de Portocarrero an der Universität Santiago de Compostela Erwähnung. Dieser prüfte dort die Verköstigung der Professoren während der Verleihung akademischer Titel.
Sicher zuordenbar sind Rezepte ab dem 19. Jahrhundert in Sammlungen galicischen Ursprungs (u. a. in „Cuaderno de confitería“ von Luís Bartolomé de Leybar um 1838). 1924 fing der Gründer der Konditorei „Casa Mora“ in Santiago de Compostela an, die Kuchen mit einem Jakobskreuz zu verzieren, woraus sich eine Tradition in Galicien entwickelte. Zunächst eine regionale Speise, weitete sich die Verbreitung später aus, ab dem 20. Jahrhundert ist sie auch in Rezeptsammlungen anderer Gebiete Spaniens zu finden.
1996 wurde die Tarta de Santiago als feine Backware im „Inventario Español de Productos Tradicionales“ des spanischen Ministeriums für Landwirtschaft, Fischerei und Ernährung aufgeführt. 2006 repräsentierte sie Spanien beim Café d’Europe. Im gleichen Jahr stellte das Land einen Antrag auf Aufnahme des Kuchens in das Verzeichnis der Geschützten geografischen Angaben der EU, dem im Mai 2010 stattgegeben wurde. Seitdem dürfen nur noch Produkte Tarta de Santiago genannt werden, die in der Autonomen Gemeinschaft Galicien hergestellt und verziert wurden. Vorgegeben sind außerdem unter anderem Mindestgewichtsanteile von 33 % Mandeln höchster Qualitätsklasse, 33 % raffiniertem Zucker und 25 % Eiern am Teig (ohne Boden).